# Комунистичка партија Уругваја
Комунистичка партија Уругваја (шп. Partido Comunista de Uruguay) је политичка партија која делује у Уругвају. Основана је 1920. године, отцепљивањем бољшевички оријентисаних чланова Социјалистичке партије Уругваја.

## Историја
Комунистичка партија Уругваја произишла је из Социјалистичке партије Уругваја, а 1920. године су ју основали чланови који су подупирали методе бољшевика и Октобарску револуцију.
Први конгрес Социјалистичке партије био је одржан 1912. године. Године 1914, вођа СПУ, Емилио Фругони подржао је Антанту, а против Немачке и њених савезника. Велик број чланова СПУ био је под утицајем идеја Карла Кауцког и социјалистичке левице. Револуција 1917. у Русији означила је крај борби унутар СПУ. Чланови окупљени око Гомеза и Целестина Мибелија подупирали су револуцију за разлику од оних окупљених око Фругонија. Штрајк у поморским лукама, који је организовао Гомез 1918, ојачао је револуционарно крило унутар СПУ. Након оснивања Коминтерне 1919, комунисти су одбацили Социјалистичку интернационалу. На Осмом конгресу СПУ, одржаном 20. септембра 1920, 1927 делегата подупрло је приступање СПУ Коминтерни, наспрам 175 против и 257 уздржаних.
Дана 16. априла 1921, организован је Ванредни конгрес СПУ, на којем се разговарало о 21 услову за приступање Коминтерни. На конгресу је 1007 делегата гласовало за споровођење услова, док их је 110 прихватило с резервом. Социјалистичка партија је после тога преименована у Комунистичку партију Уругваја, у складу са 17. условом за приступање Коминтерни. Године 1922, КПУ је постала чланица Коминтерне, а 1925. је започета бољшевизација партије.

### Теорија уругвајске револуције
На Седамнаестом конгресу КПУ одржаном 1958, био је усвојен низ смерница с циљем да се развије теорија револуције у Уругвају у складу са студијама класне борбе у Уругвају половином 20. века. Ова теорија укључивала је изградњу друштвене снаге уругвајске револуције, Демократски фронт за национално ослобођење, као и политичку тактику темељену на три главна циља: организовање свих радника земље у јединствени савез са најширим могућим спектром друштвеног и политичког јединства свих левих и прогресивних снага из свих странака, изградња великог партијског кадра и прилагођавање социјалних маса за одређене сврхе.

### КПУ и левица у предреволуционарној фази
Први покушај уједињења свих левичарских организација остварен је 1962. године, оснивањем Левог фронта ослобођења (ФИДЕЛ). До 1965, ФИДЕЛ је окупљао више од 300 друштвених организација. Тиме су били постављени темељи за оснивање Националне конвенције радника 1966. године. Од 1971. године, КПУ је учествовала у формирању Широког фронта, како би тиме истовремено била остварена коалиција странака и покрета са заједничким интересом.

## Изборни савези
Склапање изборних савеза одувек је била стандардна пракса КП Уругваја. На изборима 1984, као и за време илегалног деловања, КПУ је изашла на изборе унутар групације Напредна демократија.
На изборима 1989, КПУ је доживела свој досад највећи успех, када је добила 4 сенатора и 11 заступника у парламенту.

## Вође партије
Главни вођа КП Уругваја од оснивања до 1955. године био је Еухенио Гомез. Те године, Гомеза је из партије искључила група на челу с Роднијем Арисмендијем. Након тога је секретар био Арисменди, а након што је дао оставку, наследио га је Хаиме Перез. До 2006. године, челница партије била је Марина Арисменди, ћерка Роднија Арисмендија. Од 2006, секретар партије је Едуардо Лоријер, које је такође и сенатор.